# Kostas Papanikolau
Konstandinos "Kostas" Papanikolau (gr. Κωνσταντίνος "Κώστας" Παπανικολάου; ur. 1 sierpnia 1990) – grecki koszykarz grający na pozycji niskiego skrzydłowego, aktualnie zawodnik Olympiakosu Pireus.
20 lipca 2015 został wytransferowany do zespołu Denver Nuggets. Został zwolniony 7 stycznia 2016 roku.

## Kariera klubowa
Papanikolau zadebiutował w greckiej lidze w sezonie 2008/09 w barwach Arisu Saloniki. W 2009 roku został wybrany najlepszym młodym koszykarzem ligi greckiej.
W 2009 roku przeniósł się do Olympiakosu. W 2012 roku zdobył mistrzostwo Grecji i wygrał Euroligę. W sezonie 2012-13 zdobył tytuł Euroleague Rising Star. W 2013 roku ponownie triumfował w Eurolidze.
W drafcie NBA w 2012 roku został wybrany z 48 numerem przez New York Knicks. Trzy tygodnie później został oddany do Portland Trail Blazers. W kontrakcie Papanikolau z Olympiakosem widnieje klauzula wykupu przez klub NBA opiewająca na 1 milion euro.

## Kariera reprezentacyjna
Razem z kadrami młodzieżowymi zdobył srebrny medal na Mistrzostwach Europy U-18 w 2007 roku i złoty medal w 2008 roku. Zdobył również srebrny medal na Mistrzostwach Świata U-19 w 2009 roku. Na Mistrzostwach Europy U-20 w 2009 roku zdobył złoty medal, wybrano go MVP turnieju i znalazł się w najlepszej piątce.
W sierpniu 2009 roku zadebiutował w reprezentacji Grecji.

## Osiągnięcia
Stan na 25 lutego 2022, na podstawie, o ile nie zaznaczono inaczej.

### Europa
Drużynowe
- Mistrz:
  - Euroligi (2012, 2013)
  - Grecji (2012)
  - Hiszpanii (2014)
- Wicemistrz:
  - Euroligi (2017)
  - Grecji (2010, 2011, 2013, 2017, 2018)
- Zdobywca Pucharu Grecji (2010, 2011, 2022)
- Finalista:
  - pucharu:
    - Hiszpanii (2014)
    - Grecji (2012, 2013, 2018)

  - Superpucharu Hiszpanii (2014)

Indywidualne
- 2-krotnie zaliczany do I piątki ligi greckiej (2012, 2013)
- Uczestnik greckiego All-Star Game (2013)
- Wschodząca gwiazda ligi Euroligi (2013)
- Najlepszy młody zawodnik ligi greckiej (2009, 2012)
- MVP meczu wschodzących gwiazd ligi greckiej (2009)
- Lider:
  - Euroligi w skuteczności rzutów za 3 punkty (2013)
  - strzelców finałów Euroligi (2012)

### NBA
- Uczestnik Rising Stars Challenge (2015)

### Reprezentacja
Drużynowe
- Mistrz Europy:
  - U–20 (2009)
  - U–18 (2008)
  - turnieju Alberta Schweitzera (2008)
- Wicemistrz:
  - świata U–19 (2009)
  - Europy:
    - U–20 (2010)
    - U–18 (2007)
- Uczestnik mistrzostw:
  - Europy (2011 – 6. miejsce, 2013 – 11. miejsce)
  - świata (2014 – 9. miejsce)

Indywidualne
- MVP mistrzostw Europy U–20 (2009)
- 2-krotnie zaliczony do I składu mistrzostw Europy U–20 (2009, 2010)
- Lider mistrzostw Europy U–20 w blokach (2009)